# الجند (السياني)

تعديل مصدري - تعديل

الجند محلة تابعة لقرية العقير، التابعة لعزلة الهادس بمديرية السياني إحدى مديريات محافظة إب في الجمهورية اليمنية.، بلغ تعداد سكانها 64 حسب تعداد اليمن لعام 2004.